# Điếc bẩm sinh ở mèo

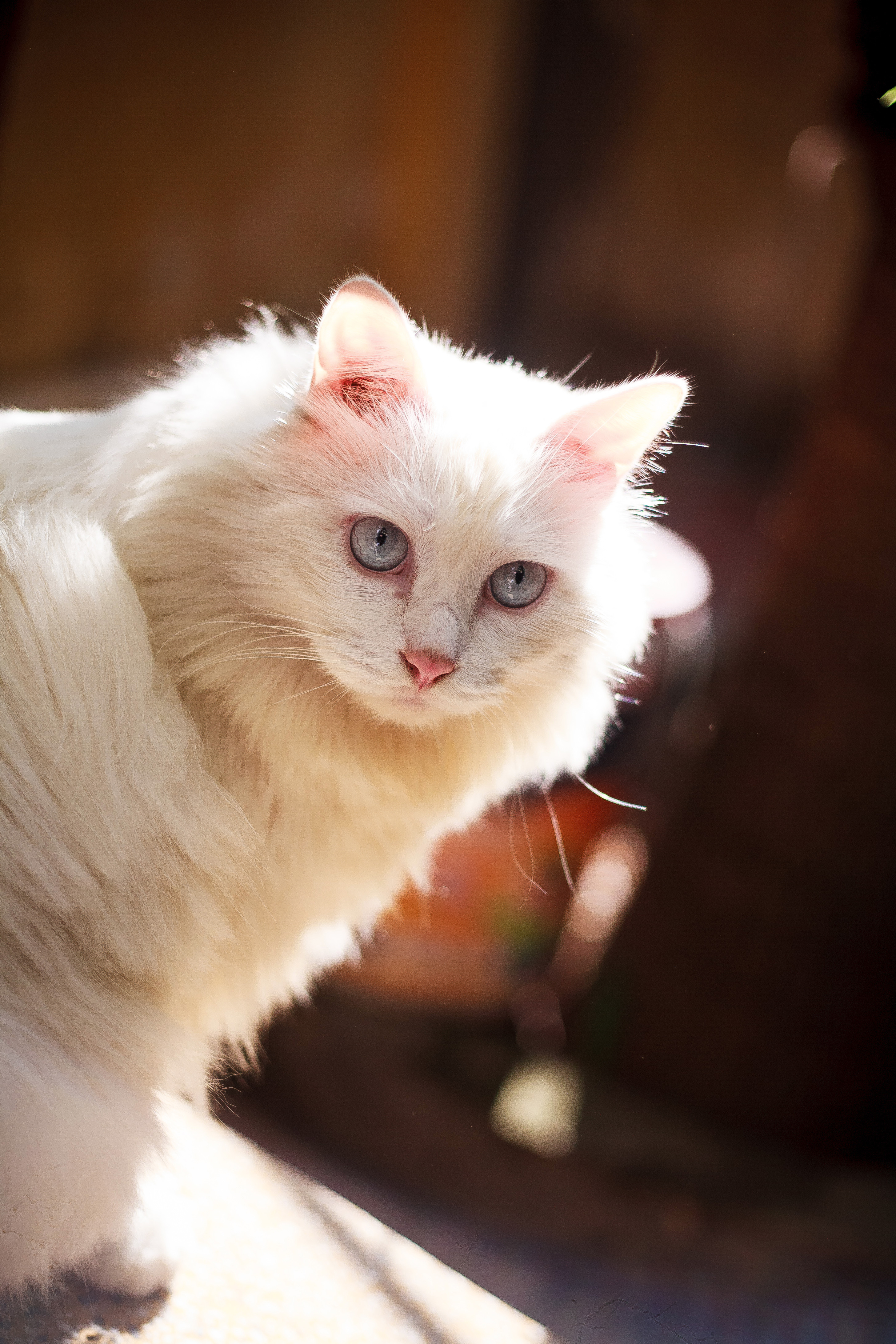
Một con mèo trắng, mắt xanh bị điếc hoàn toàn

Điếc bẩm sinh ở mèo là một dạng bệnh thường xảy ra với mèo có bộ lông trắng. Nó là một dạng điếc bẩm sinh do việc thoái hóa tai trong. Điếc có thể xảy ra ở mèo trắng với mống mắt màu vàng, xanh lá cây hoặc xanh dương, mặc dù nó có khả năng xảy ra cao hơn ở mèo lông trắng với mống mắt màu xanh dương. Trong những con mèo trắng thuộc loại mèo hai màu mắt, người ta thấy rằng điếc có nhiều khả năng ảnh hưởng đến tai ở những con có mắt màu xanh hơn. Mèo trắng có nhiều màu mắt như màu xanh, vàng, xanh lá cây hoặc đồng hoặc là mèo hai màu mắt.
Trong một nghiên cứu năm 1997 về mèo trắng với mức độ khác nhau của tình trạng thiếu thính giác, một số lượng mèo nhất định đã được nhận thấy là hoàn toàn điếc. Toàn bộ cơ quan Corti (cơ quan thăng bằng) được phát hiện đã bị thoái hóa trong vài tuần đầu sau khi sinh; tuy nhiên, ngay cả trong những tuần này, không có phản ứng của não có thể được kích thích bởi phương pháp kích thích thính giác, cho thấy rằng những con vật này chưa từng trải qua bất kỳ cảm giác thính giác nào. Chứng bệnh mất thính giác chỉ được tìm thấy một vài tháng sau khi cơ quan Corti đã thoái hóa, hạch xoắn ốc cũng bắt đầu thoái hóa.